# Konrad Swinarski

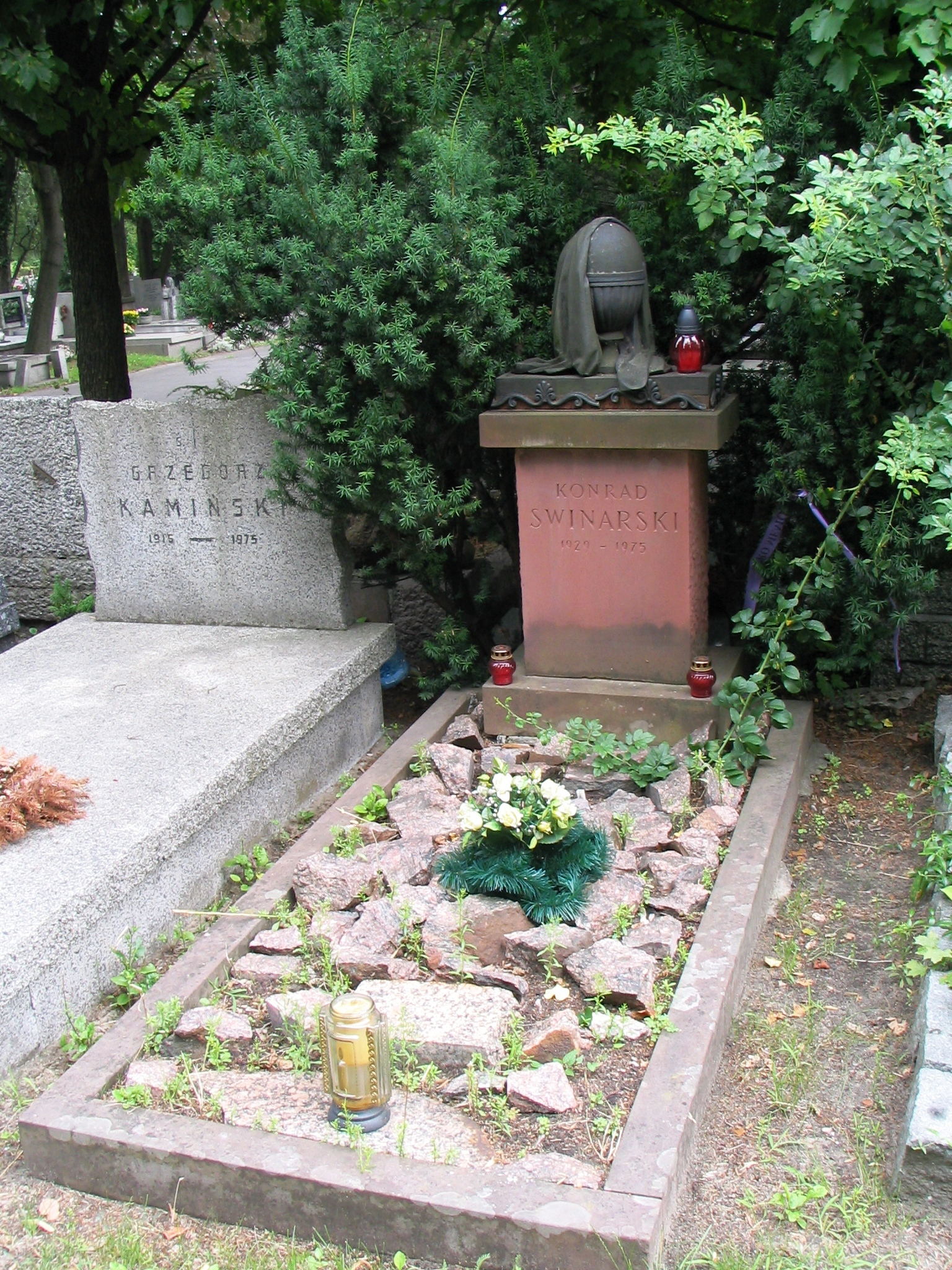
Grab von Konrad Swinarski auf dem Powązki-Friedhof in Warschau

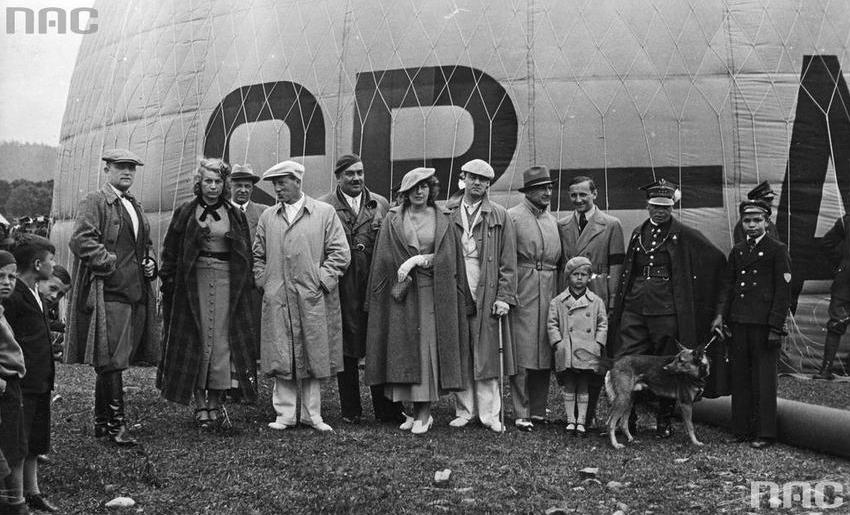
Konrad Swinarski z. 5-6 Jahre alt (im hellen Mantel) und sein Vater Oberst Karol Świnarski (Sanok)

Konrad Swinarski (* 4. Juli 1929 in Warschau; † 19. August 1975 bei Damaskus, Syrien) war ein polnischer Film- und Theaterregisseur.

## Leben und Werk
Swinarski wurde als Sohn von Karol Świnarski, eines Kommandanten des 2. Regiments der Podhale-Schützen in Sanok geboren.
Swinarski studierte Anfang der 1950er Jahre zunächst Kunst in Katowice und Sopot, dann Bühnenbild in Łódź, sowie Theaterregie in Warschau. Während seines Regiestudiums an der Warschauer PWST assistierte er Erwin Axer am Modernen Theater in Warschau. Seine Studien beendete er 1955. Sein Diplom als Regisseur erhielt er allerdings erst 1972. Zu diesem Zeitpunkt galt er bereits als Starregisseur des polnischen Theaters.
Sein Debüt als eigenverantwortlicher Regisseur gab er 1955 am Theater in Kalisz und ging im gleichen Jahr nach Deutschland, wo er bis 1957 am Berliner Ensemble arbeitete. Er assistierte dort noch bis zu dessen Tode Bertolt Brecht, dessen Stücke zum Hauptwerk der jungen Jahre Swinarskis wurden. Er gehörte zum Ensemble, die die letzte Inszenierung Brechts von Furcht und Elend des Dritten Reiches nach dem Tode Brechts zu Ende führten und zur Aufführung brachten.
Nach seiner Rückkehr arbeitete Swinarski an allen wichtigen Warschauer Bühnen und in Danzig. Hin und wieder auch in Deutschland, vor allem in der Bundesrepublik. In den 1960er Jahren inszenierte er am Berliner Schillertheater und wurde zum Berliner Theatertreffen eingeladen. 1964 wurde er mit dem Deutschen Kritikerpreis ausgezeichnet.
1965 begann die fruchtbare Zusammenarbeit mit dem Alten Theater (Teatr Stary) in Krakau, die bis zu seinem frühen Tod Bestand hatte. Hier entstanden seine berühmtesten Inszenierungen. Legendär wurde seine Inszenierung der Totenfeier von Adam Mickiewicz, die 1973 Premiere hatte.
1975 begann er die Arbeit an Hamlet von William Shakespeare. Die Premiere fand jedoch erst nach seinem Tod statt. Er kam bei einem Flugzeugunglück in der Nähe von Damaskus tragisch ums Leben.
Swinarski schuf einen individuellen Regiestil, der noch über seinen Tod hinaus Einfluss auf jüngere Regiegenerationen haben sollte. Vor allem die Arbeiten von Regisseuren wie zunächst Jerzy Grzegorzewski und Krystian Lupa, dann in der nachfolgenden Generation von Regisseuren wie Krzysztof Warlikowski und Grzegorz Jarzyna, stehen ästhetisch in einer Folge zu Swinarski.

## Filmografie (Auswahl)
- 1961: Zwischen Montag und Samstag  (Fernsehspiel)
- 1974: Sedziowie. Tragedya (Fernsehspiel)

## Werkschau Theater
- 1954 – Die Gewehre der Frau Carrar von Bertolt Brecht (gemeinsam mit Przemysław Zieliński) in Warschau
- 1958: Ich selbst und kein Engel von Thomas Harlan in Berlin
- 1958 – Die Dreigroschenoper von Bertolt Brecht in Warschau
- 1962 – Frank V. von Friedrich Dürrenmatt in Warschau
- 1964 – Die Verfolgung und Ermordung Jean Paul Marats dargestellt durch die Schauspielgruppe des Hospizes zu Charenton unter Anleitung des Herrn de Sade von Peter Weiss am Schillertheater in Berlin
- 1965 – Die un-göttliche Komödie von Zygmunt Krasiński in Krakau
- 1965 – Kartoteka von Tadeusz Różewicz in Tel Aviv
- 1966 – Woyzeck von Georg Büchner in Krakau
- 1966 – Hamlet von William Shakespeare in Tel Aviv
- 1967 – Romulus der Grosse von Friedrich Dürrenmatt in Berlin
- 1968 – Die Bakchen – Oper von Hans Werner Henze
- 1969 – Die Teufel von Loudun – Oper von Krzysztof Penderecki, Uraufführung an der Hamburgischen Staatsoper
- 1970 – Ein Sommernachtstraum von William Shakespeare in Krakau
- 1972 – Edward II. von Christopher Marlowe am Burgtheater in Wien
- 1972 – Richard III. von William Shakespeare in Darmstadt
- 1973 – Totenfeier von Adam Mickiewicz in Krakau
- 1974 – Der Balkon von Jean Genet in Oslo